# Leiben, Emmersdorf und Weiteneck

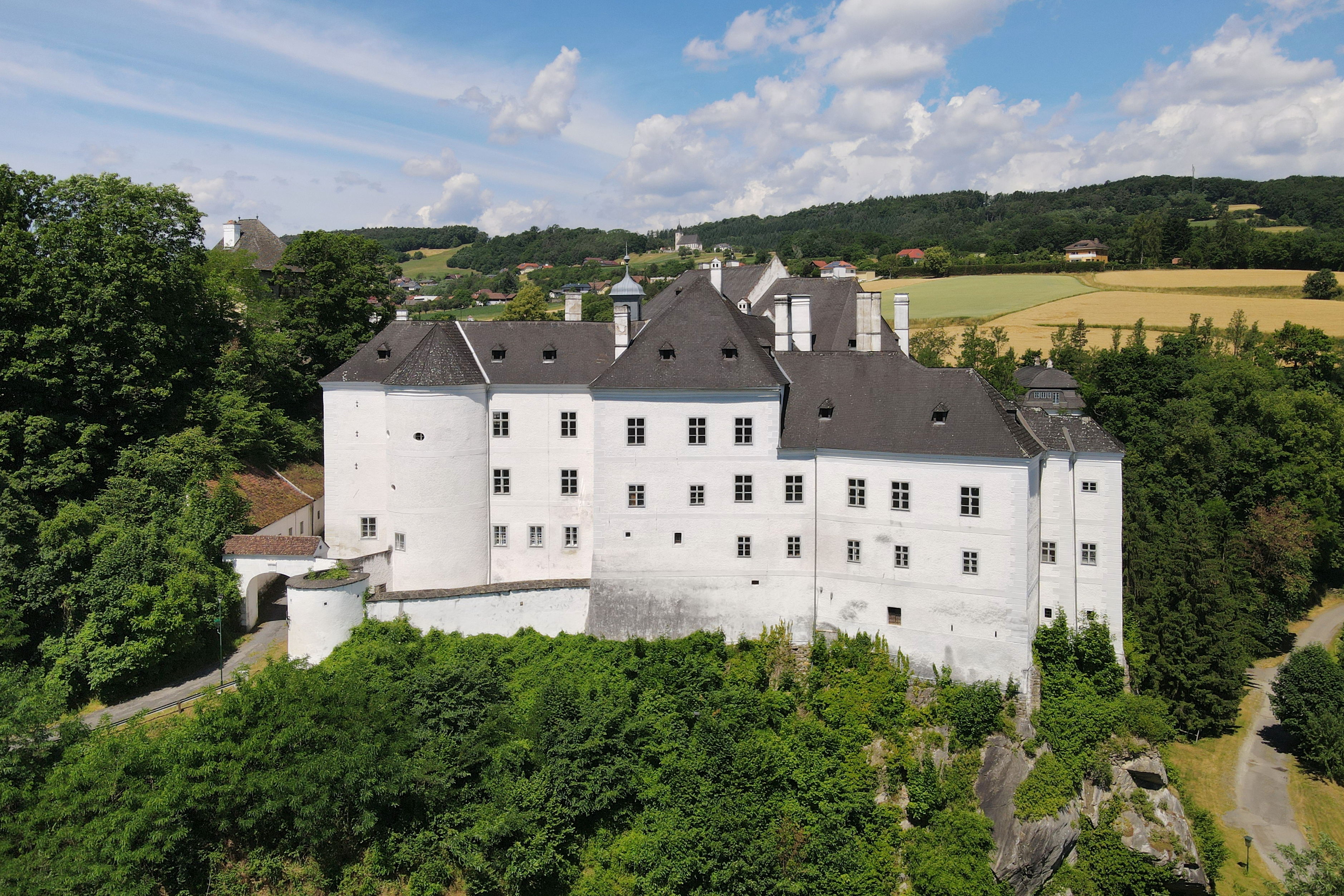
Schloss Leiben, Sitz der Verwaltung (2021)

Die Herrschaft Leiben, Emmersdorf und Weiteneck war eine Grundherrschaft im Viertel ober dem Manhartsberg im Erzherzogtum Österreich unter der Enns, dem heutigen Niederösterreich.

## Ausdehnung
Die drei zusammengehörenden Herrschaften mit den Gülten Aggsbach, Ebersdorf, Kaumberg und Loitzenhof umfassten zuletzt die Ortsobrigkeit über Afterbach, Aggsbach, Hubhof, Schleinhof, Seeh, Aichau, Atzmannsbach, Bayerstätten, Bruck mit Hinterfeld, Ebersdorf, Elsenreith, Emmersdorf, Fahnsdorf mit Preisegg und Steinhof, Felbring, Friedersdorf, St. Georgen, Gossam, Grimsing, Hain, Hart, Haslarn, Hasling, Luberek, Hinterkugl, Hofamt, Hohenau, Kaumberg, Kurfarn, Landstetten, Lehen, Leiben, Loitzendorf, Lohsdorf, Losau, Mampasberg, Möbelsdorf, Mörenz, Moos, Neukirchen, Nonnersdorf, Ruffendorf, Oberndörfl, Ottenberg, Pargatstetten, Pömling, Prinzelndorf, Rabans, Rantenberg, Rappoltenreith, Raxendorf, Reith, Schallemmersdorf, Singenreith, Urfahr, Walkersdorf, Weinzierl, Weitenegg samt Weitenhäusel und Zientring. Der Sitz der Verwaltung befand sich im Schloss Leiben.

## Geschichte
Der letzte Inhaber der Patrimonialherrschaft war Kaiser Ferdinand I. Nach den Reformen 1848/1849 wurde die Herrschaft aufgelöst.